# Oriobrachys mahakam
Oriobrachys mahakam är en dagsländeart som beskrevs av Sun och Mccafferty 2008. Oriobrachys mahakam ingår i släktet Oriobrachys och familjen slamdagsländor. Inga underarter finns listade i Catalogue of Life.